# Jan Willem Blanken
Jan Willem Blanken (Gouda, 9 januari 1781 - Woerden, 18 april 1858) was burgemeester van Gouda.

## Leven en werk
Blanken werd geboren als zoon van Arie Teunisse Blanken en Johanna van Leeuwen. Na het afronden van zijn rechtenstudie vestigde hij zich als advocaat en procureur In Gouda. Hij vervulde in deze stad tal van maatschappelijke functies o.a. directeur van de weeskamer, commissaris van de stadsbank van lening en plaatsvervangend kantonrechter. Daarnaast was hij lid van de gemeenteraad en wethouder. In 1842 werd hij benoemd tot burgemeester van Gouda, welke functie hij tot 1850 uitoefende. In de periode 1835-1853 was Blanken lid van Provinciale Staten van Zuid-Holland.
Tijdens zijn burgemeesterschap kwam Blanken in aanvaring met de stadsarts Willem Frederik Büchner, die tevens raadslid was. Blanken was van mening dat Büchner niet mocht meepraten over de beoordeling van het financiële beleid van de thesaurier Andries Smit, die een schoonzoon van Büchner was. De emoties hierover liepen hoog op tijdens enkele raadsvergaderingen. In 1847 ontstond er opnieuw een conflict tussen Blanken en de gemeenteraad over de stedelijke uitgaven. Dit conflict escaleerde in de daarop volgende jaren en leidde uiteindelijk tot het vertrek van acht dissendente raadsleden, waaronder Büchner. In een door hen geschreven brochure met de titel Waarom hebben acht leden van den stedelijken Raad te Gouda gelijktijdig ontslag aangevraagd? werd Blanken getypeerd met negatieve oordelen als behept met een "heerszuchtig karakter", een doordrammer en een behendig toepasser van verkeerde stellingen. Ook Blanken kwam niet ongeschonden uit deze strijd en werd in 1850 ontslagen als burgemeester.
Blanken trouwde op 9 november 1839 te Middelburg met Catarina Anthonetta Schouten. Na haar overlijden verhuisde hij in 1853 naar Geestdorp nabij Woerden. Hij overleed aldaar in april 1858 op 77-jarige leeftijd.

## Bijzonderheden
- Mr Jan Willem Blanken had bezittingen in Gouda, Woerden, Lange Ruige Weide en Harmelen, waarvoor hij in 1850 werd aangeslagen.
- Jan Willem Blanken was een neef van de inspecteur-generaal van rijkswaterstaat Jan Blanken.